# A Crow Left of the Murder...
A Crow Left of the Murder... è il quinto album del gruppo statunitense Incubus, pubblicato nel 2004 dalla Epic Records.

## Il disco
L'album è il primo che vede la presenza di Ben Kenney al posto di Dirk Lance al basso. I singoli estratti dall'album sono Megalomaniac e Talk Shows on Mute. Agoraphobia e Sick Sad Little World sono stati pubblicati come singoli solo per le radio, e solo per i primi due è stato anche girato un video. L'album debuttò alla seconda posizione della U.S. Billboard 200, vendendo 332 000 copie nella sua prima settimana in classifica.

## Tracce
1. Megalomaniac – 4:54
2. A Crow Left of the Murder – 3:30
3. Agoraphobia – 3:52
4. Talk Shows on Mute – 3:49
5. Beware! Criminal – 3:48
6. Sick Sad Little World – 6:23
7. Pistola – 4:23
8. Southern Girl – 3:41
9. Priceless – 4:07
10. Zee Deveel – 3:52
11. Made for TV Movie – 3:38
12. Smile Lines – 3:59
13. Here in My Room – 4:20
14. Leech – 4:19
15. Monuments and Melodies (bonus track versione inglese)) – 5:05

## Classifiche

### Album
| Data | Classifica        | Posizione |
| 2004 | Billboard Top 200 | 2         |

### Singoli
| Data | Titolo             | Classifica             | Posizione |
| 2004 | Megalomaniac       | Modern Rock Tracks     | 1         |
| 2004 | Megalomaniac       | Mainstream Rock Tracks | 2         |
| 2004 | Megalomaniac       | The Billboard Hot 100  | 55        |
| 2004 | Talk Shows On Mute | Modern Rock Tracks     | 3         |
| 2004 | Talk Shows On Mute | Mainstream Rock Tracks | 18        |